# Sigma Lupi
Sigma Lupi (σ Lup / HD 127381 / HR 5425) es una estrella de la constelación de Lupus, el lobo, de magnitud aparente +4,42.
Clasificada en los catálogos como gigante azul de tipo espectral B2III, Sigma Lupi puede ser, según otros autores, una estrella de la secuencia principal de tipo B1-B2V.
Se encuentra a 574 años luz del sistema solar.
Mucho más caliente que el Sol —su temperatura efectiva es de 23.000 K—, Sigma Lupi brilla con una luminosidad 5754 veces mayor que la luminosidad solar.
Su diámetro es 4,5 veces más grande que el diámetro solar y la medida de su velocidad de rotación proyectada da como resultado la modesta cifra —para una estrella caliente de sus características— de 80 km/s; no obstante, hay que tomar este valor como un límite inferior, pues, dependiendo de la inclinación de su eje de rotación, su velocidad puede ser muy superior.
9 veces más masiva que el Sol, su edad puede ser de aproximadamente 13 millones de años.
Sigma Lupi parece tener una compañera cercana que hace que su brillo varíe 0,02 magnitudes. No es una binaria eclipsante sino una variable elipsoidal rotante, esto es, la proximidad entre las estrellas hace que éstas tengan forma elipsoidal, por lo que el área visible cambia conforme las estrellas se mueven en su órbita. Espiga (α Virginis) es el ejemplo más notable de esta clase de variables.